# Christine Dacremont
Christine Dacremont (Sedan, 6 gennaio 1944) è un'ex pilota automobilistico e pilota di rally francese, che ha partecipato a 4 edizioni della 24 ore di Le Mans, dal 1975 al 1978.

## Carriera

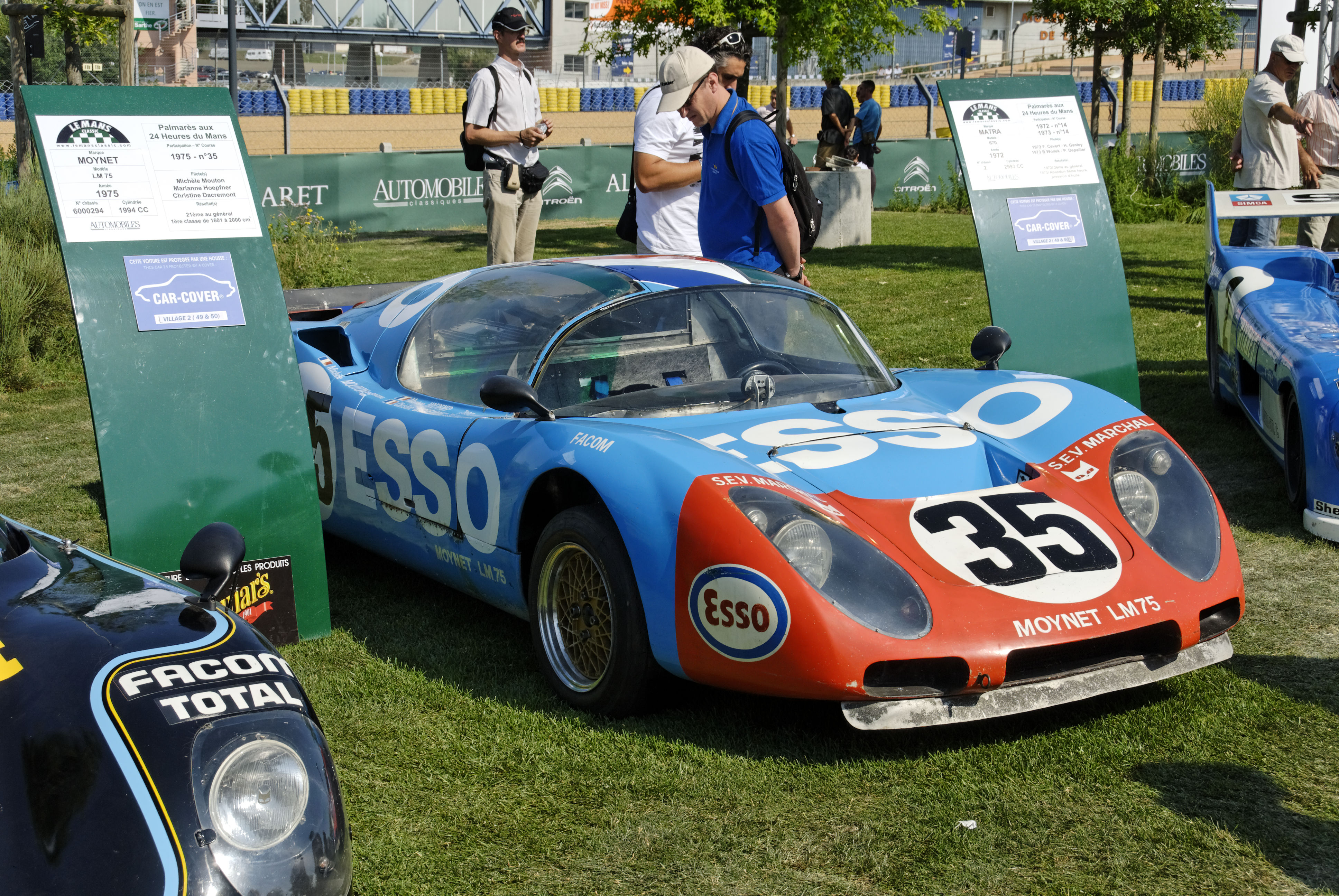
La Moynet LM 75 che vinse nella categoria 2 litri prototipo la 24 ore di Le Mans 1975 guidata da Michèle Mouton, Marianne Hoepfner e Christine Dacremont

Attiva nei rally tra il 1970 al 1979, apparteneva al cosiddetto "quartetto" di piloti francesi donne degli anni '70 composto da Michèle Mouton, Marie-Claude Charmasson e Marianne Hoepfner.
La sua prima vera gara agonistica fu al Rallye Fleurs et Parfums de Grasse nel 1970 su una Triumph Spitfire.  Nel 1976 ottenne un 8º posto nel Rally del Marocco a bordo di una Peugeot 504 TI.
Il suo miglior risultato nel mondiale rally fu il sesto posto assoluto su una Lancia Stratos al Rally di Monte Carlo del 1977.
Nel 1975 prese parte alla 24 ore di Le Mans su una Moynet LM 75, vincendo insieme a Michèle Mouton e a Marianne Hoepfner la categoria 2 litri prototipo e piazzandosi al 21º posto assoluto.
Nel 1976 a bordo di una Lancia Stratos insieme a Lella Lombardi si piazzò al 20º posto assoluto.
Nel 1977 sempre su Lancia Stratos HF del Team Esso Aseptogyl insieme a Marianne Hoepfner si ritirò a causa della rottura del motore.
Nel 1978 su una WM P76 del team WM AEREM Team Esso Aseptogyl con Marianne Hoepfner si dovette ritirare causa rottura della guarnizione della testata.
Vinse due volte, nel 1975 e nel 1976, la classifica femminile al Tour de France.

## Risultati nel mondiale rally

### ICM
- 1972 - Alpine-Renault A110 - Ritirata al Rally di Monte Carlo

### WRC
| 1973 | Scuderia | Vettura                  |     |  |  |  |  |  |  |  |  |  |  |  |  |  |  |  | Punti | Pos. |
| ---- | -------- | ------------------------ | --- |  |  |  |  |  |  |  |  |  |  |  |  |  |  |  | ----- | ---- |
| 1973 |          | Alpine-Renault A110 1600 | Rit |  |  |  |  |  |  |  |  |  |  |  |  |  |  |  |       |      |

| 1975 | Scuderia | Vettura        |  |  |  |  |     |  |  |  |  |  |  |  |  |  |  |  | Punti | Pos. |
| ---- | -------- | -------------- |  |  |  |  | --- |  |  |  |  |  |  |  |  |  |  |  | ----- | ---- |
| 1975 |          | Peugeot 504 Ti |  |  |  |  | Rit |  |  |  |  |  |  |  |  |  |  |  |       |      |

| 1976 | Scuderia                            | Vettura                             |    |  |  |  |  |   |  |  |  |  |  |  |  |  |  |  | Punti | Pos. |
| ---- | ----------------------------------- | ----------------------------------- | -- |  |  |  |  | - |  |  |  |  |  |  |  |  |  |  | ----- | ---- |
| 1976 | Team Chardonnet Team ESSO Aseptogyl | Autobianchi A112 Abarth Peugeot 504 | 23 |  |  |  |  | 8 |  |  |  |  |  |  |  |  |  |  |       |      |

| 1977 | Scuderia | Vettura           |   |  |  |  |  |  |  |  |  |  |  |  |  |  |  |  | Punti | Pos. |
| ---- | -------- | ----------------- | - |  |  |  |  |  |  |  |  |  |  |  |  |  |  |  | ----- | ---- |
| 1977 |          | Lancia Stratos HF | 6 |  |  |  |  |  |  |  |  |  |  |  |  |  |  |  |       |      |

| 1978 | Scuderia       | Vettura                               |    |  |  |  |  |  |  |  |  |     |  |  |  |  |  |  | Punti | Pos. |
| ---- | -------------- | ------------------------------------- | -- |  |  |  |  |  |  |  |  | --- |  |  |  |  |  |  | ----- | ---- |
| 1978 | Team Aseptogyl | Citroën CX 2500 Diesel Fiat 127 Sport | 68 |  |  |  |  |  |  |  |  | Rit |  |  |  |  |  |  |       |      |

| 1979 | Scuderia | Vettura         |    |  |  |  |  |  |  |  |  |  |  |  |  |  |  |  | Punti | Pos. |
| ---- | -------- | --------------- | -- |  |  |  |  |  |  |  |  |  |  |  |  |  |  |  | ----- | ---- |
| 1979 |          | Citroën CX 2400 | 71 |  |  |  |  |  |  |  |  |  |  |  |  |  |  |  | 0     |      |

| Legenda | 1º posto | 2º posto | 3º posto | A punti | Senza punti | Ritirato | Squalificato | NP=Non partito C=Gara cancellata | Apice=Power stage |